# Авантюристите
Авантюристите (на френски: Les Morfalous) е френски военен, приключенски филм от 1984 година, на режисьора Анри Верньой. Участват Жан-Пол Белмондо, Жак Вилире и Мишел Константен.

## Сюжет
Тунис, април 1943 г. Краят на войната в Северна Африка е близо. Рота от френския Чуждестранен легион получава наглед елементарна и безопасна задача - да придружи бронирана кола в малко туниско градче, която трябва да извози 10 тона злато от сейф на местната банка. За тяхна неприятна изненада в уж обезлюденото градче е останала немска част, която набързо редуцира личния състав на френската рота до няколко души. Виждайки златото, оцелелите войници, особено сержант Пиер Оганьор моментално забравят за всякакви отвлечени понятия като войнишка клетва, патриотизъм и граждански дълг.

## В ролите
| Изпълнител       | Роля                   |
| ---------------- | ---------------------- |
| Жан-Пол Белмондо | Сержант Пиер Оганьор   |
| Жак Вилире       | Ефрейтор Берал         |
| Мишел Константен | Подофицер Едуар Маюзар |
| Мишел Кретон     | Легионер Боасие        |
| Мари Лафоре      | Елен Ларош-Фреон       |
| Мишел Бон        | Френски генерал        |